# Parques y jardines de Menton

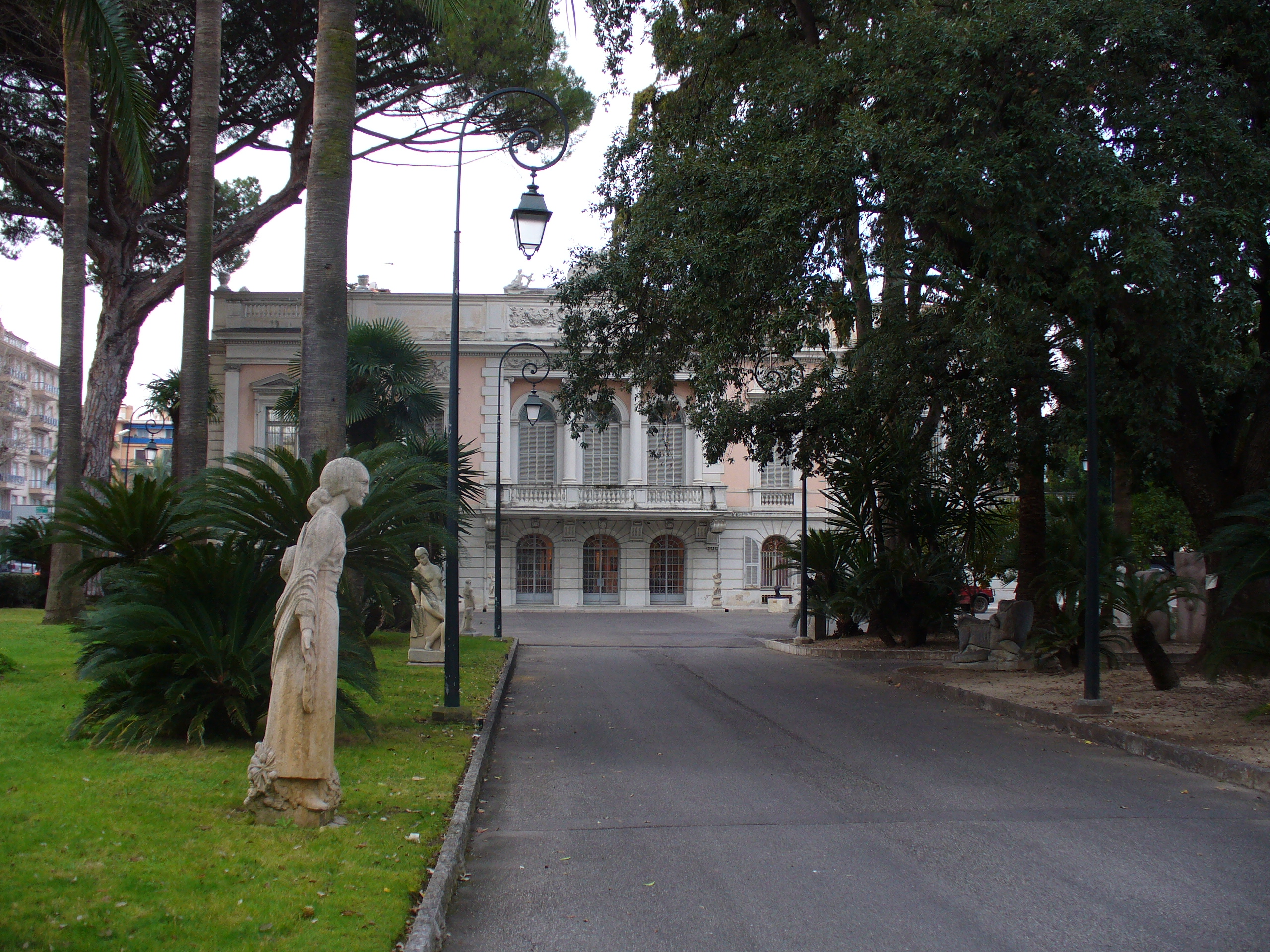
Callejón central del Palacio Carnolès.

La comuna de Menton posee varios parques y jardines, la mayoría de los cuales se encuentran al este de la ciudad, protegidos por las rocas de Balzi Rossi. Las visitas guidas de estos jardines se reservan con el Service du Patrimoine.

## Jardín de Biovès
Todos los años, desde 1934, se realiza en este jardín la exposición de esculturas hechas con cítricos durante la Fiesta del Limón.

## Jardín de cítricos del Palacio Carnolès

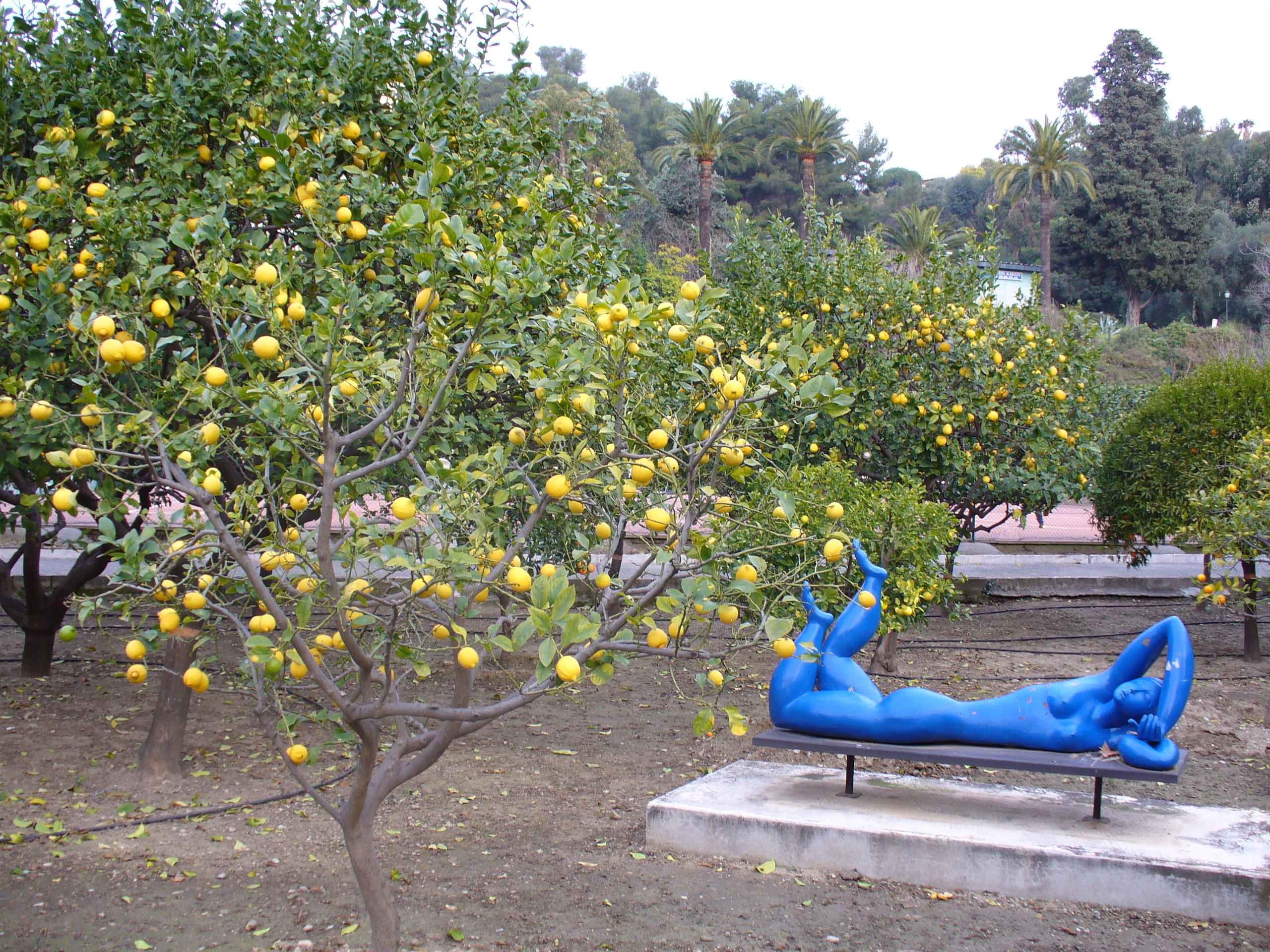
Egina elongando en el jardín del Palacio Carnolés.

Situado en la avenida de la Madona, posee la mayor colección de cítricos de Europa. En la tierra comprada a los monjes de Lérins en 1717, el príncipe Antonio I decide construir un palacio al estilo de Trianon, rodeado de un huerto. El «jardín del príncipe» se realiza en 1725 por el arquitecto Latour y en un plano de esa época se lo describe como un hermoso jardín con callejones en forma de estrella e irrigado por dos fuentes con chorros de agua. Para ese entonces, la propiedad se hallaba rodeada de altas muros cubiertos de uvas trabajadas con la técnica de espalier y naranjos de Portugal. Actualmente, el jardín tiene forma rectilínea y en él se pueden encontrar 137 variedades de cítricos, entre ellos: 24 variedades de naranjos dulces (citrus sinensis), 6 de naranjos amargos (citrus aurantium), 6 de limoneros (Citrus limon). También hay altas palmeras (Phoenix canariensis) a lo largo del callejón principal y, desde 1994, se exhiben estatuas de arte contemporáneo en el jardín. El parque fue inscripto como monumento histórico el 12 de septiembre de 1969.

## Jardín Botánico de Val Rahmeh
Su entrada se encuentra ubicada al fondo de un callejón sin salida del distrito de Menton Garavan. Es creado en 1925 por lord Percy Radcliffe, antiguo gobernador de la isla de Malta y en la década de 1950 pasa a manos de la botánica Miss Campbell, una apasionada por las daturas.
Actualmente es propiedad del Museo Nacional de Historia Natural de Francia y alberga numerosas plantas exóticas y comestibles, y también especies raras como el Sophora toromiro, árbol mítico de la Isla de Pascua (especímenes jóvenes).

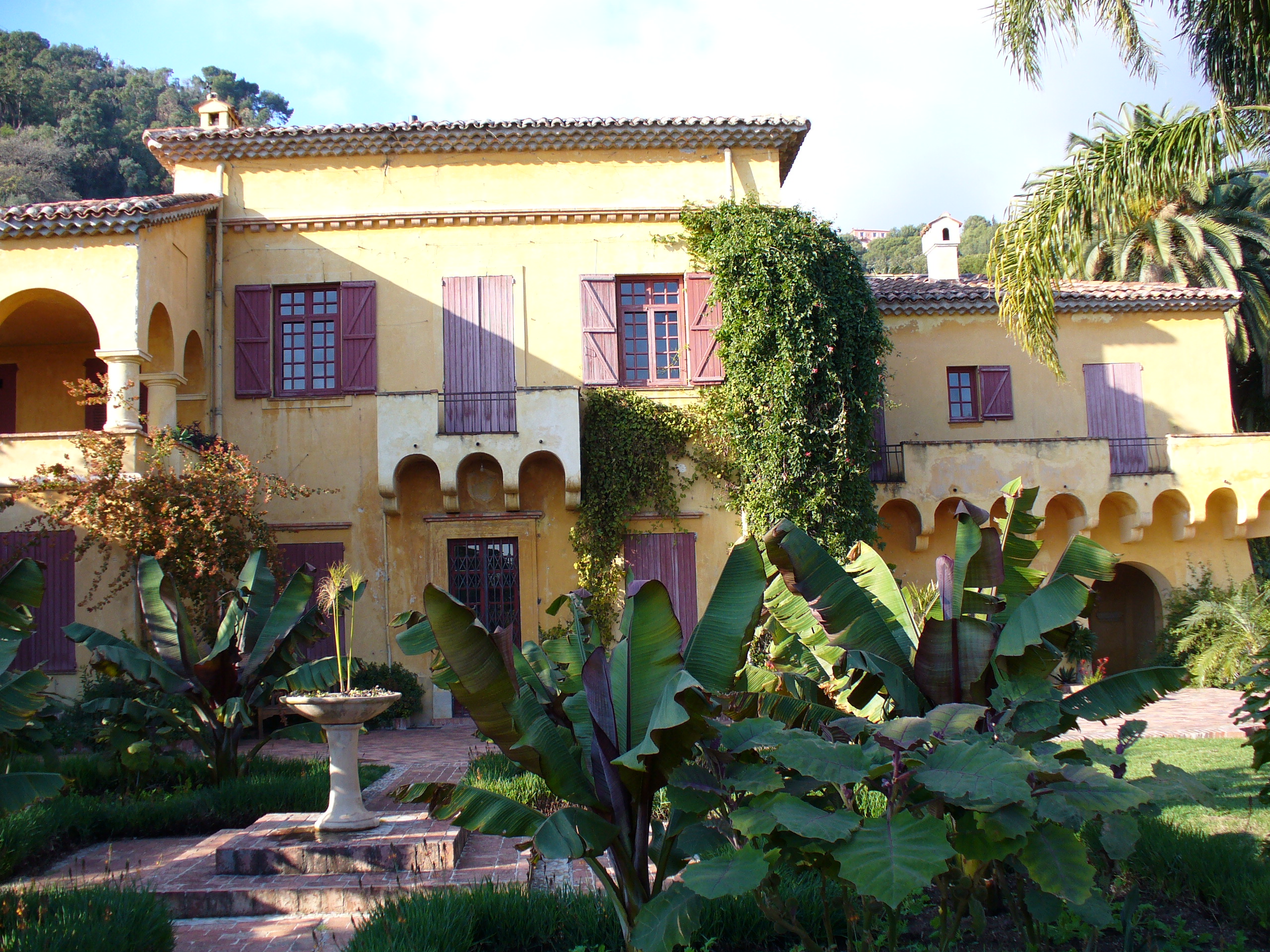
Casa de Val Rahmeh
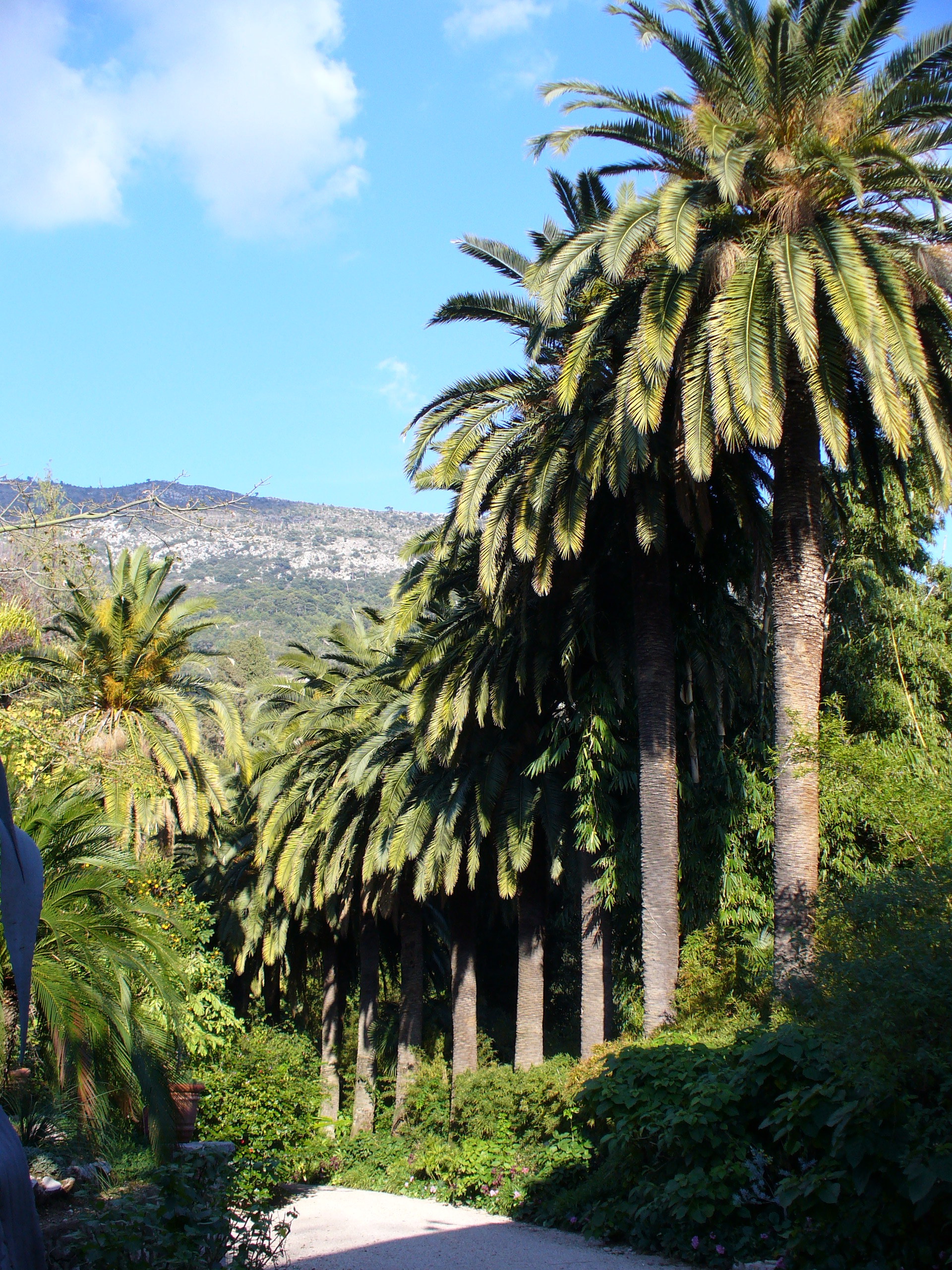
Alineación de palmeras canarias
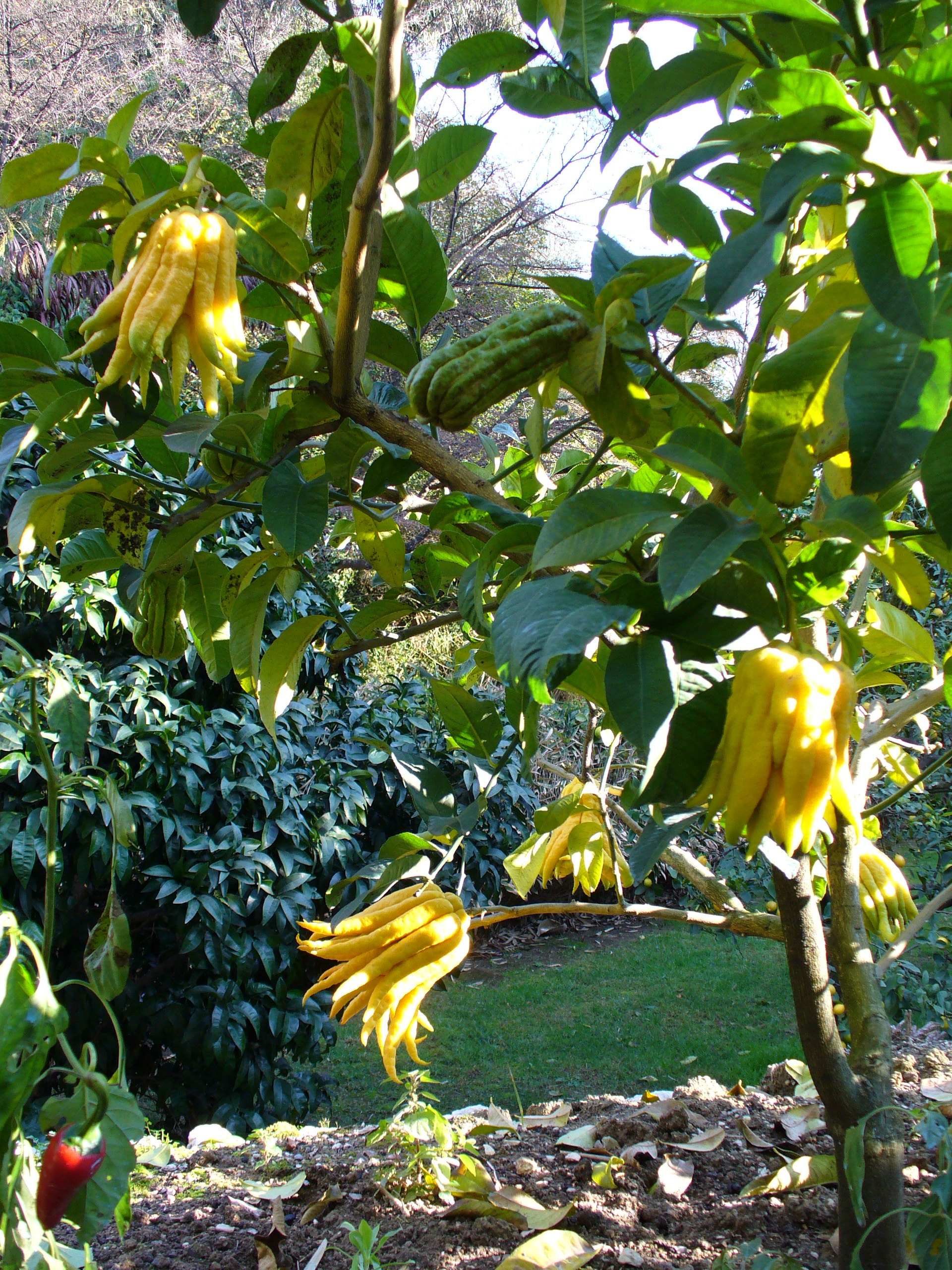
Citrus medica digitata
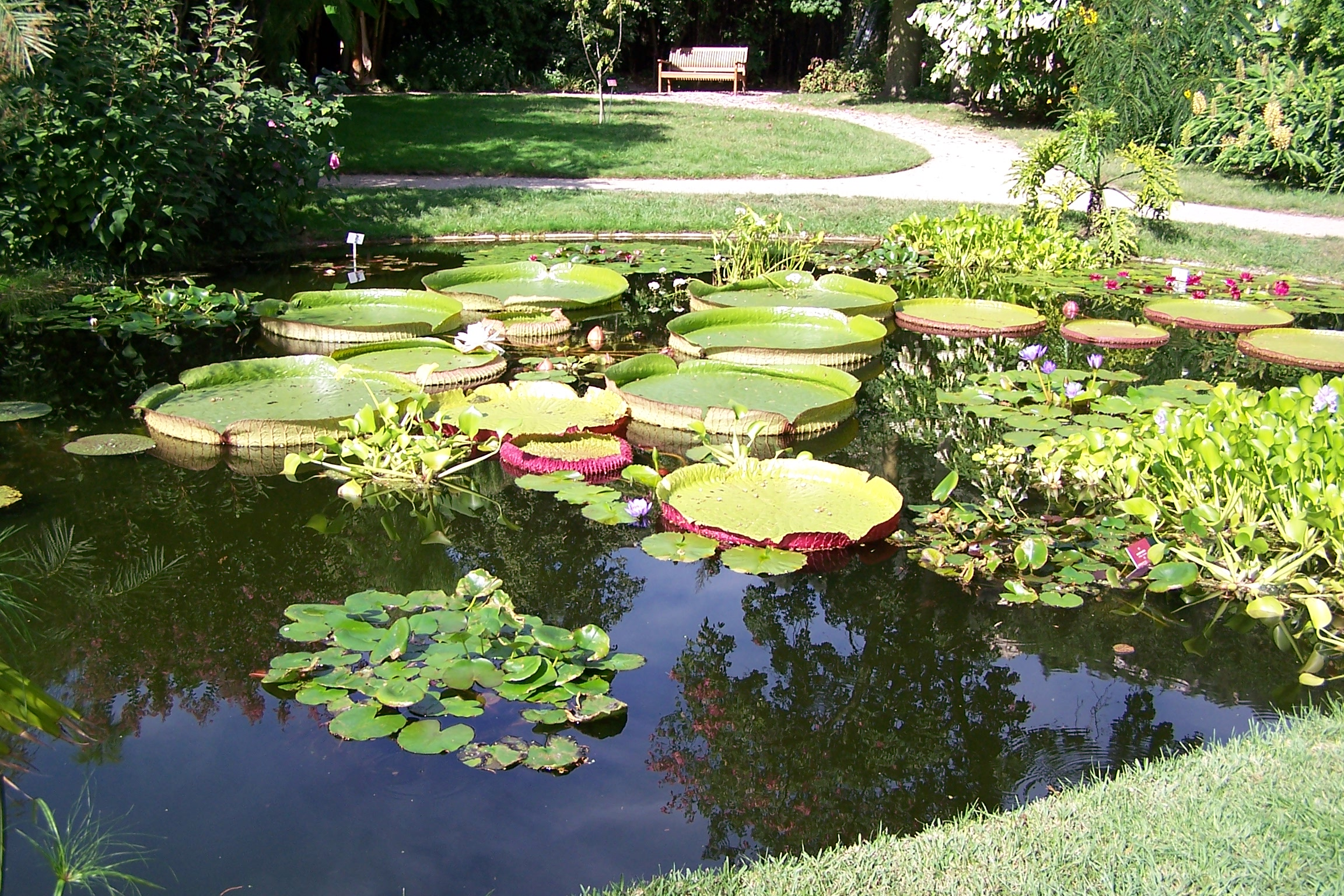
Victoria regina

## La Serre de la Madone
- Wikimedia Commons alberga una categoría multimedia sobre Serre de la Madone.

Es un jardín botánico de 7 hectáreas situado en el valle de Gorbio en una antigua colina de olivos y viñedos. Fue creado entre las guerras de Lawrence Johnston (dueño del Jardín Hidcote Manor de Inglaterra) quien trae de sus viajes a Sudáfrica y a Oriente un gran número de plantas mahonia. Es un monumento histórico desde 1990 y ahora está en manos del Conservatoire du littoral desde 1999.

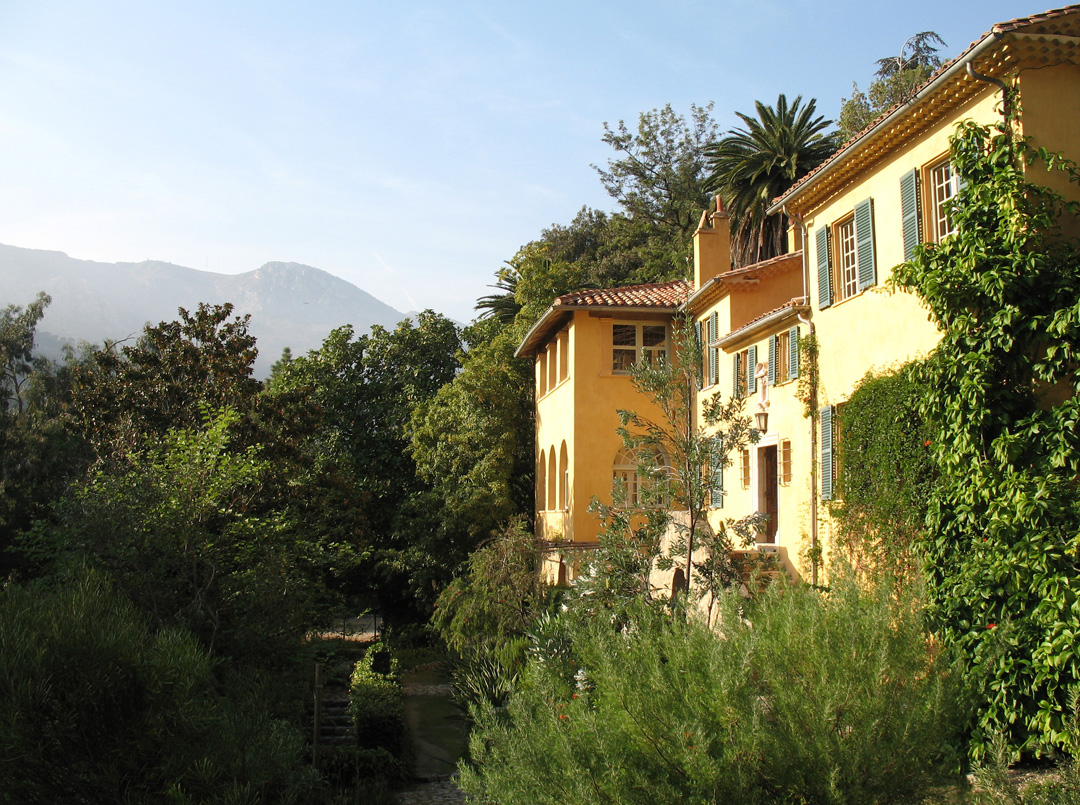
La villa
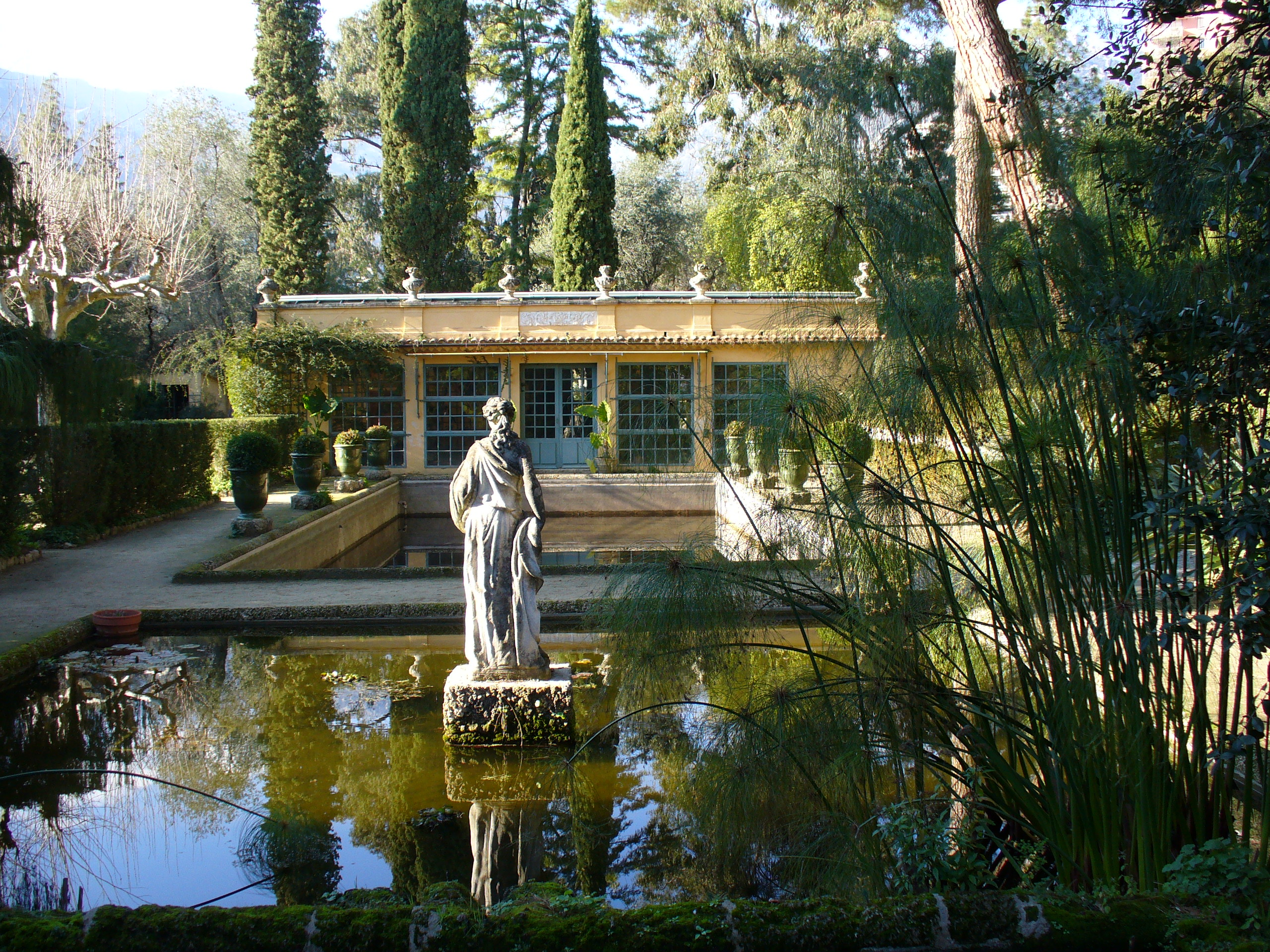
Estatua de Venus y papiro
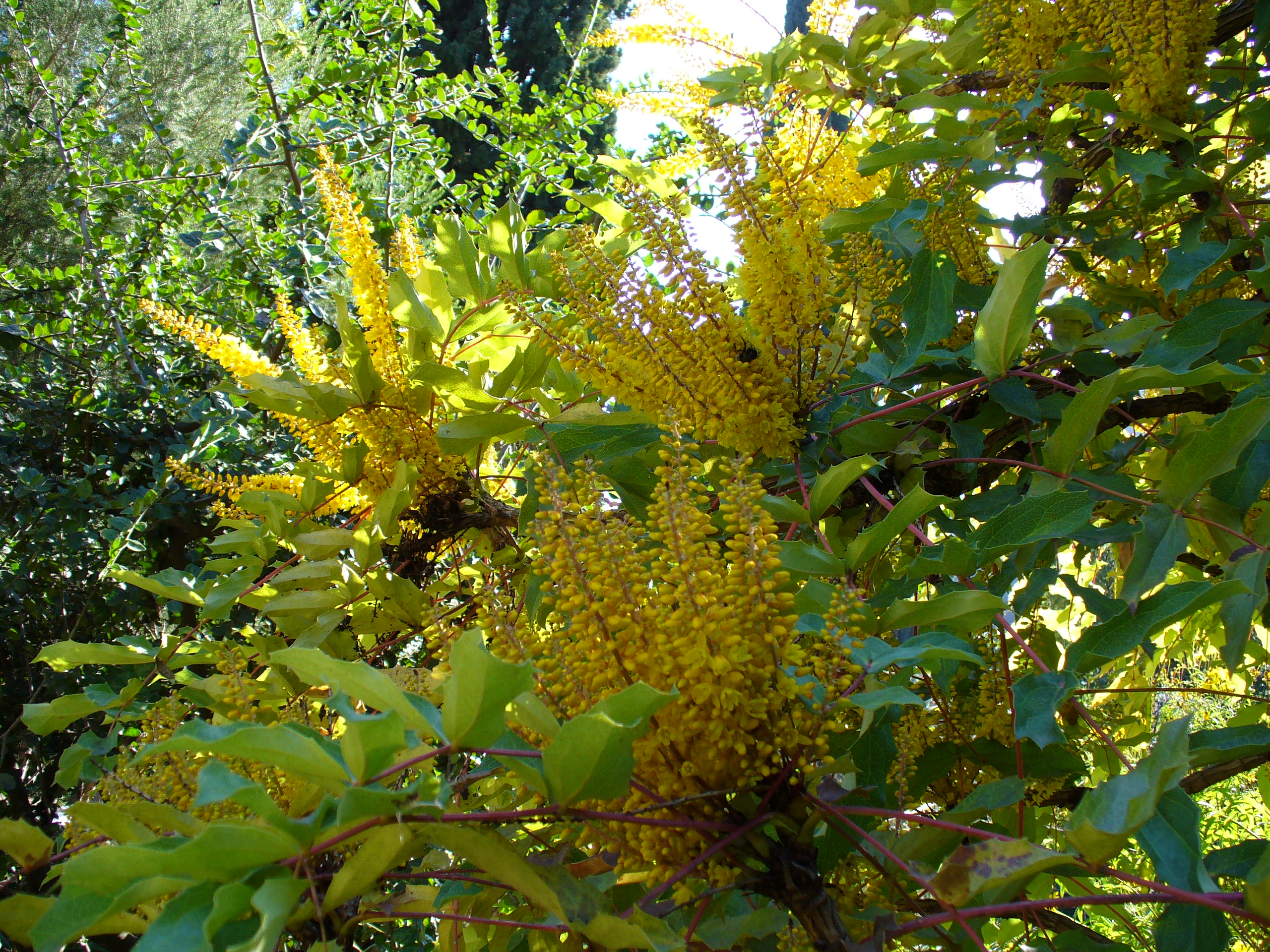
Mahonias Siamensis
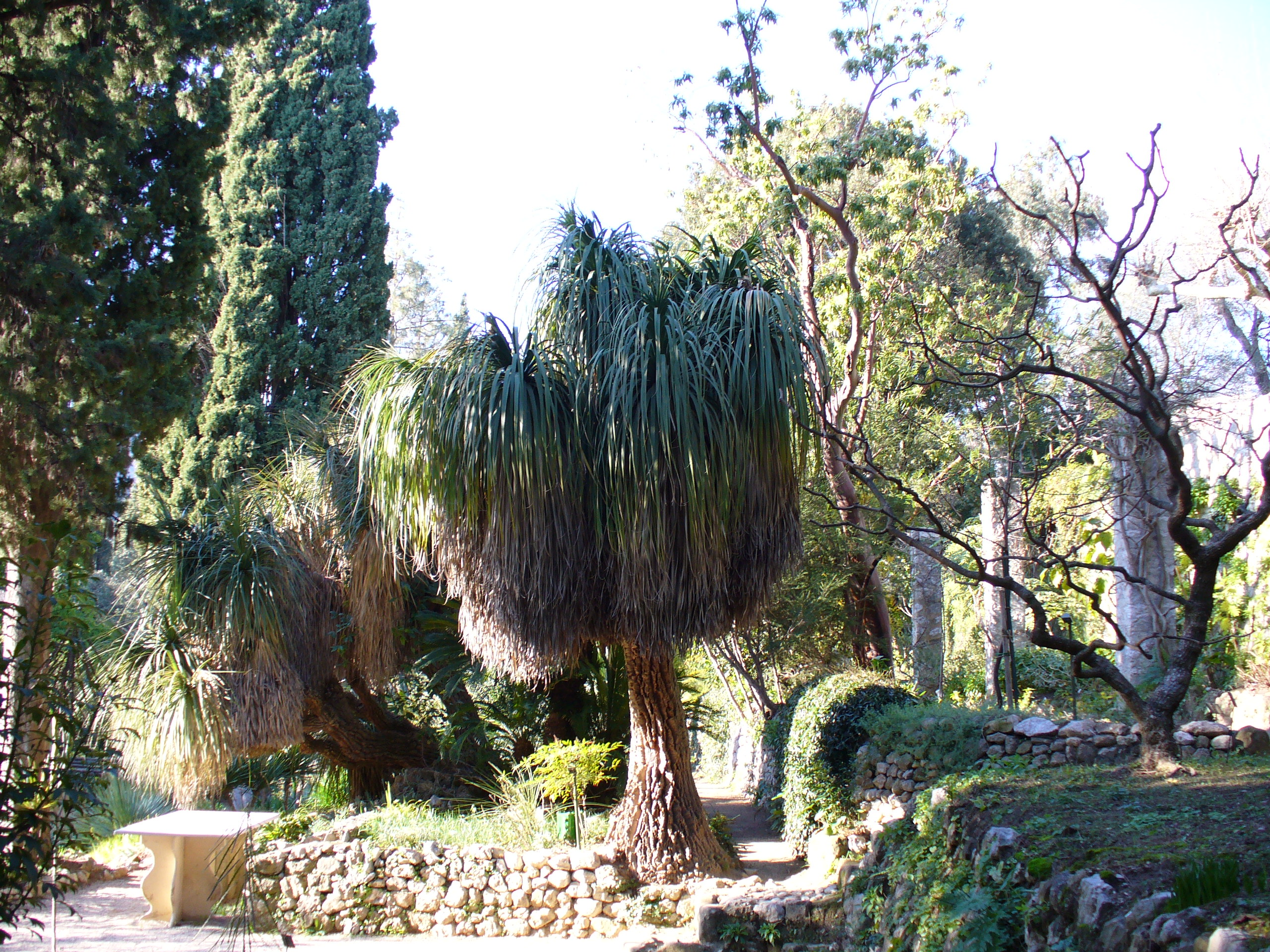
Nolina Longifolia

## Villa María Serena
Con su parque y su amplia vista de la bahía de Garavan, la Villa María Serena es un ejemplo de villa construida por Charles Garnier a fines del siglo XIX para el promotor del canal de Suez y el Canal de Panamá, Ferdinand de Lesseps. Protegido por los acantilados de Balzi Rossi, el jardín, con una hectárea y media de extensión, alberga especies vegetales tropicales y subtropicales, algunas de ellas alcanzando dimensiones excepcionales como las strelitziácea alba o curiosidades como el drago de las Canarias o el palo borracho. Es patrimonio de la ciudad desde 1947 y se utiliza como marco para las recepciones municipales.

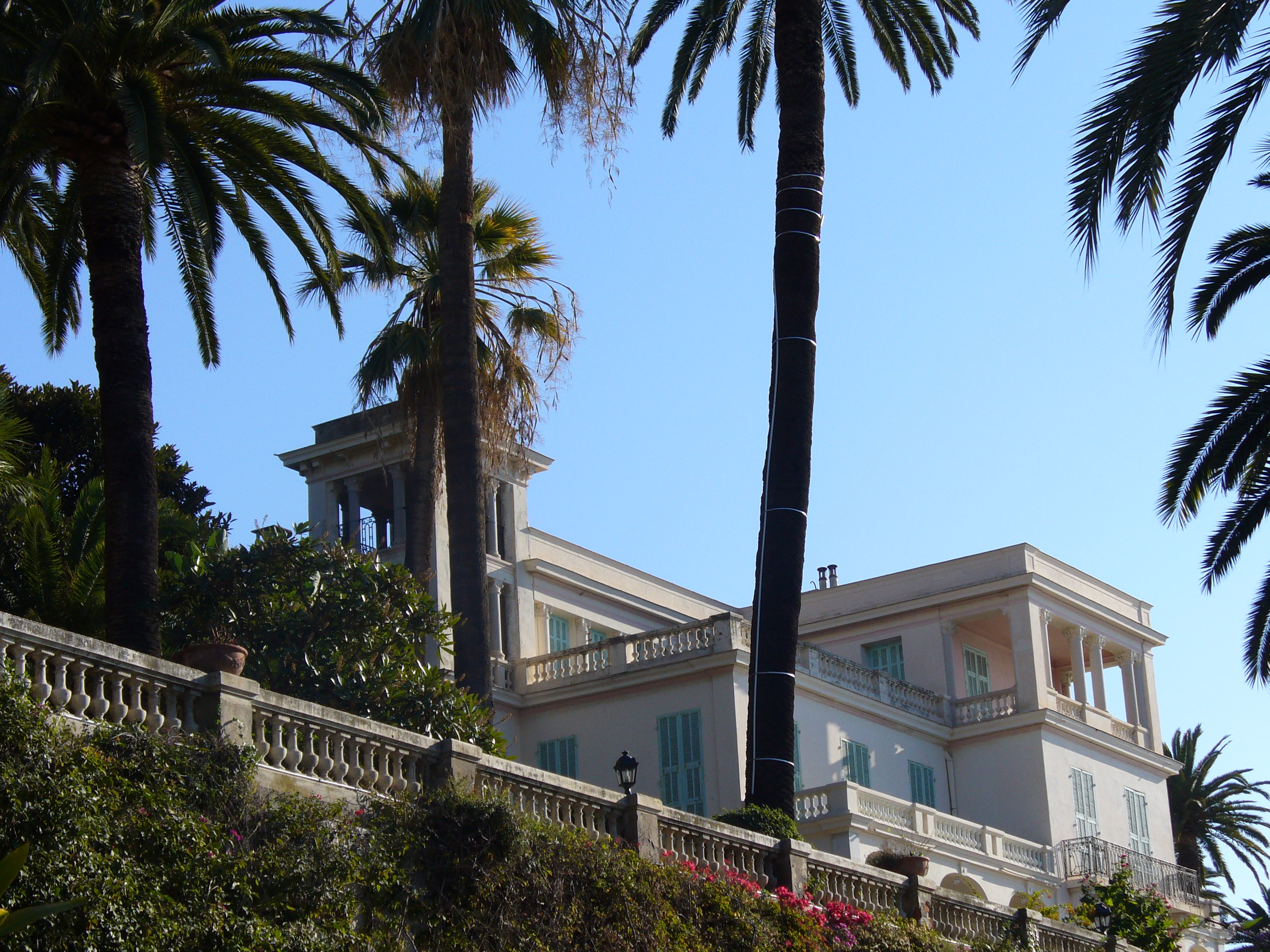
Maria Serena
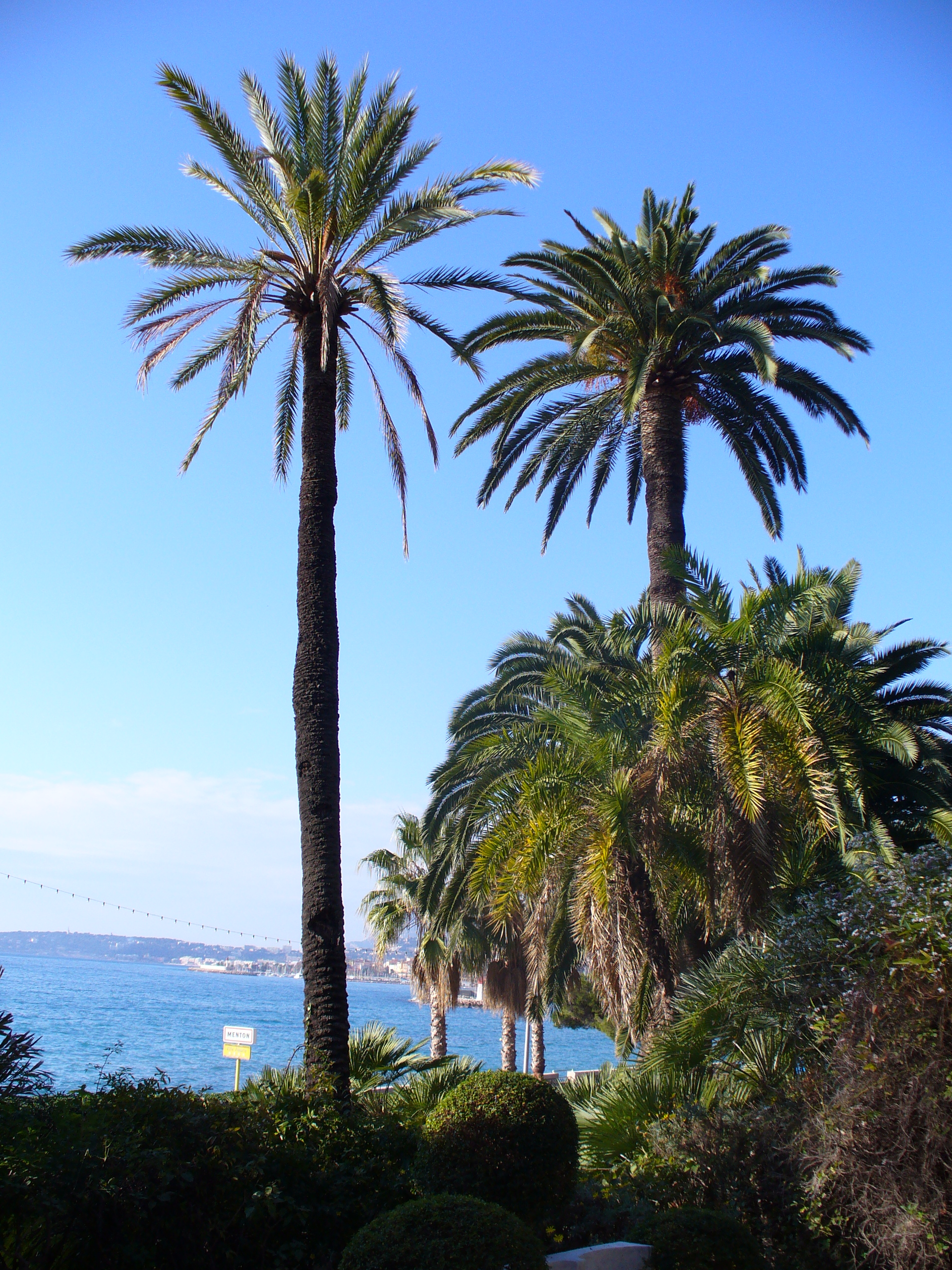
Vue depuis la villa
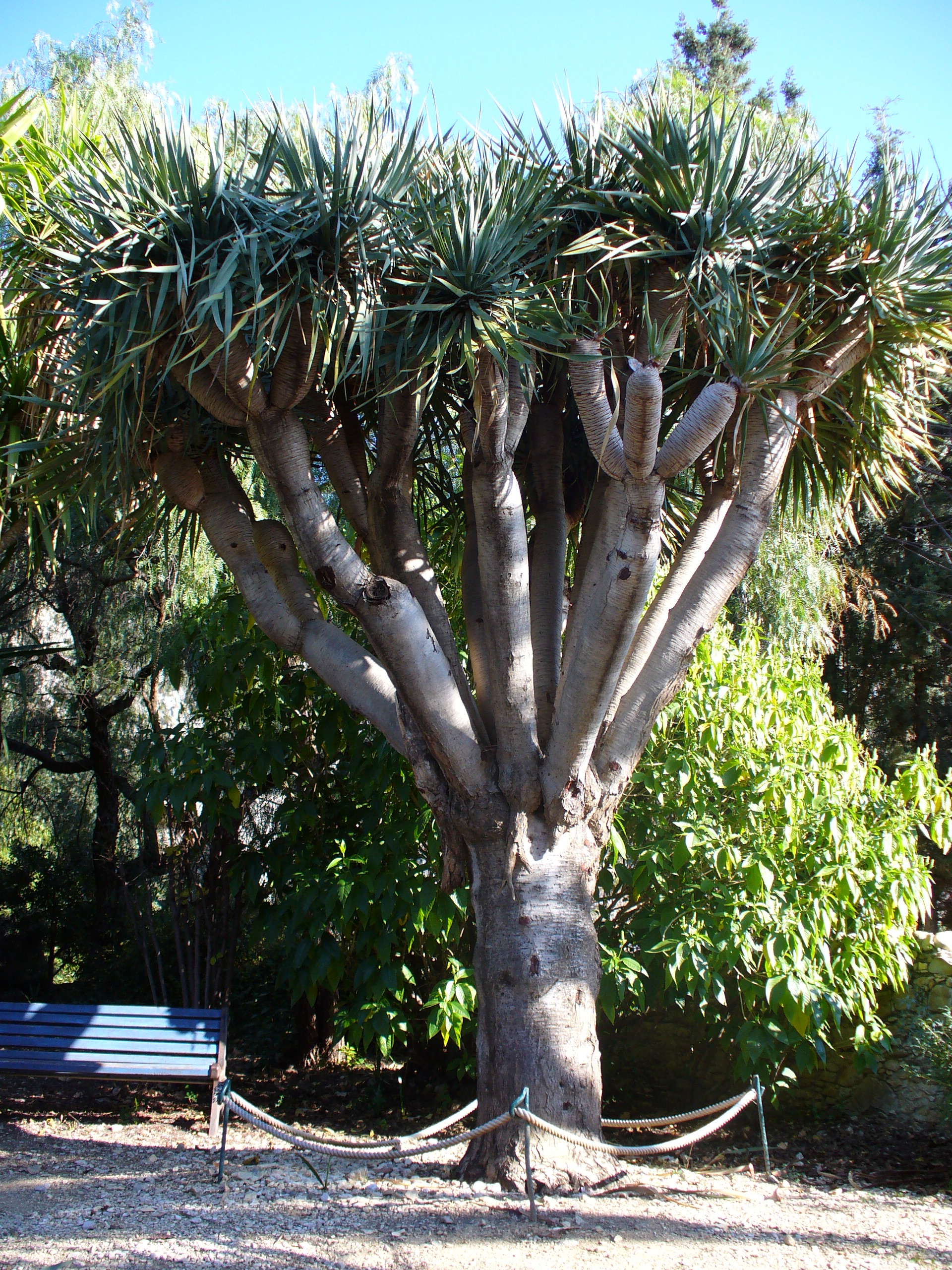
Dracaena draco
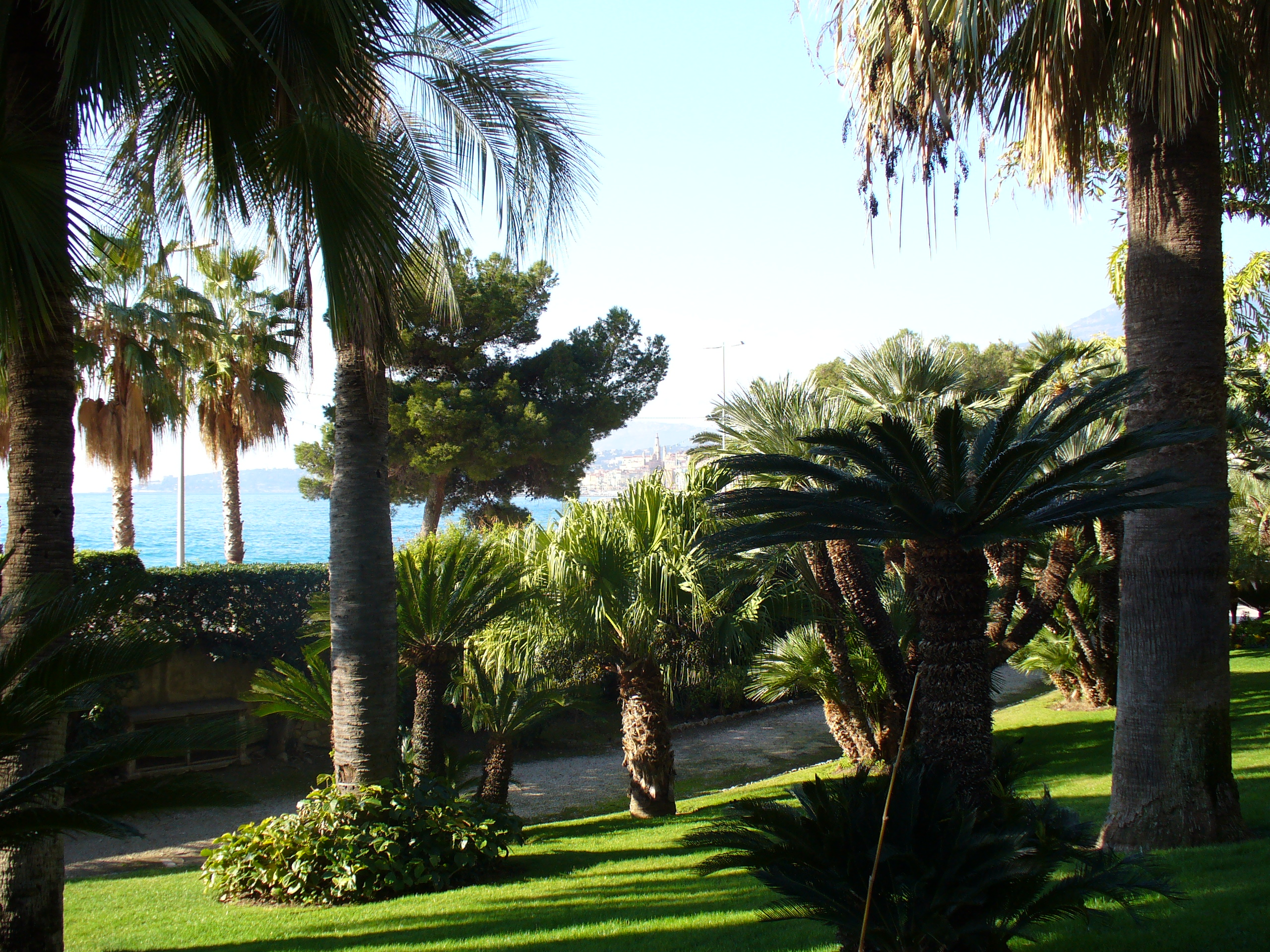
Cycas

## Fontana Rosa

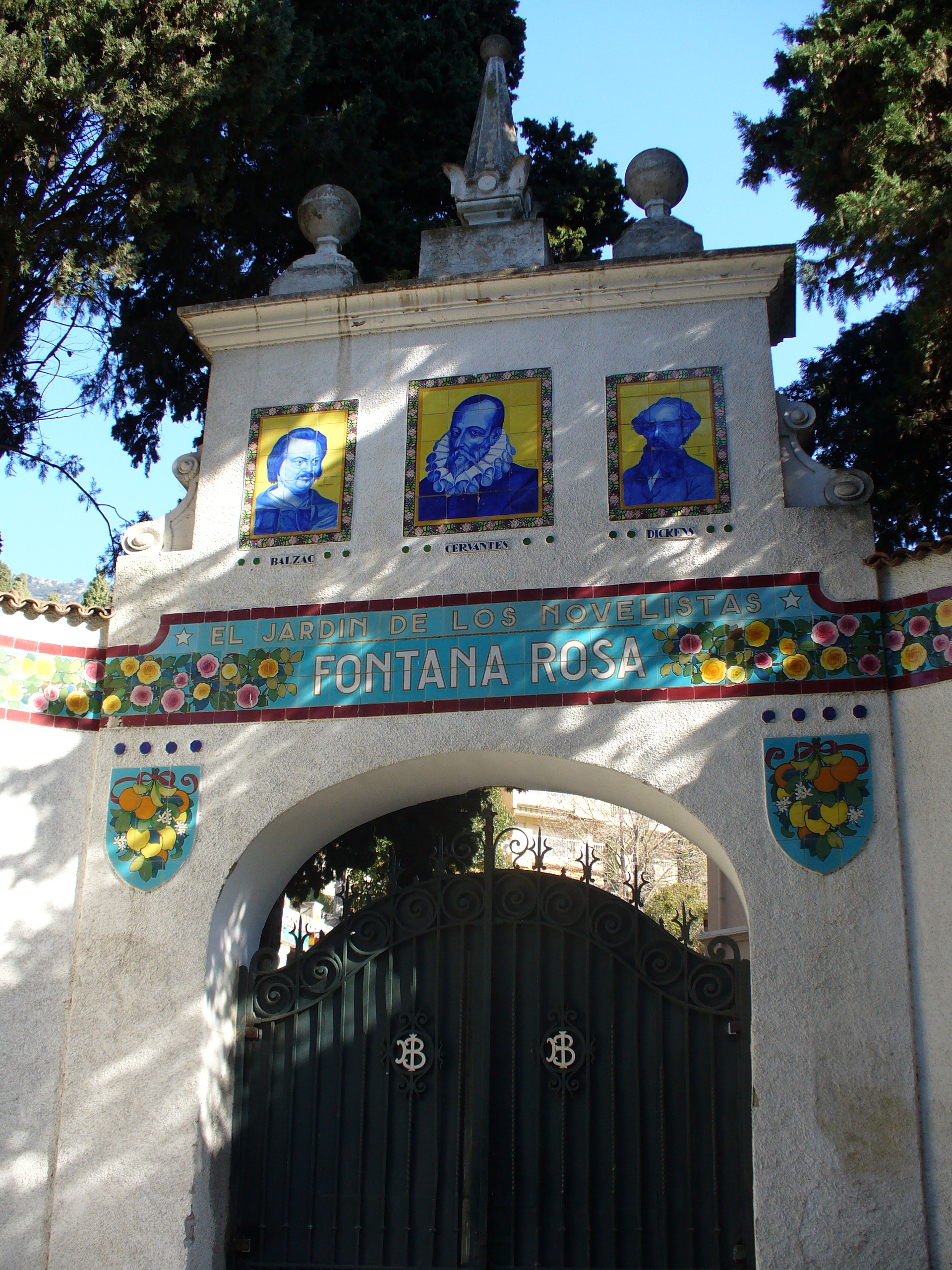
Fontana Rosa (entrada).

El jardín Fontana Rosa, también llamado "Jardin des Romanciers", está situado en la avenida Blasco-Ibanez. Fue creado a principios del siglo XX por el escritor Blasco Ibáñez, este jardín de cerámicas está clasificado como monumento histórico.
Es un jardín particularmente original, de inspiración andaluza y árabe-persa, donde se pueden encontrar higueras (Ficus macrophylla), palmeras y araucarias (Araucaria heterophylla). El jadrín es un homenaje a los escribanos favoritos de Blasco Ibáñez : Cervantes, Dickens, Shakespeare, cuyos retratos se pueden ver en la entrada de la residencia y a los cuales se les han dedicado fuentes y rotondas, de allí el nombre de "Jardin des Romanciers".
Varios edificios recubiertos de cerámica policromada se encuentran repartidos por el jardín. Estos coloridos edificios retoman las escenas y temas evocan la infancia del novelista y los recuerdos de su tierra natal 
El jardín Fontana Rosa se encuentra actualmente en restauración. 

## Le clos du Peyronnet
Este parque está situado en la zona de Garavan y pertenece a William Waterfield, un apasionado botánico y coleccionista de especies tropicales. Posee una remarcable escalera de agua constituida por estanques sucesivos.

## Les Colombières
Situado por sobre la bahía de Menton, al este de la ciudad vieja, los jardines de la mansión fueron diseñados por Ferdinand Bac entre 1919 y 1927. El jardín está compuesto principalmente de especies mediterráneas, folies, esculturas y cerámicas que resaltan la vista panorámica del mar.

## Citronneraie du Mas Florano
Su jardín fue creado hace varios siglos por granjeros locales sobre la colina de l’Annonciade. Tiene un olivar muy antiguo (600 años), con alrededor de 200 árboles. El limonar se constituyó en los años 1950, donde prosperaron numerosas especies de cítricos.

## Parc du Pian
El Parque de Pian (en francés: Parc du Pian) Es un olivar de más de tres hectáreas en el barrio de Garavan. Alberga más de 500 olivos de varios siglos de antigüedad, dispuestos en terrazas. Los habitantes de Menton adoran pasear en este parque los domingos.

## Boulevard du Garavan
Este paseo posee una vista magnífica de la bahía. Algunas plantas tienen sus nombres grabados sobre el suelo.

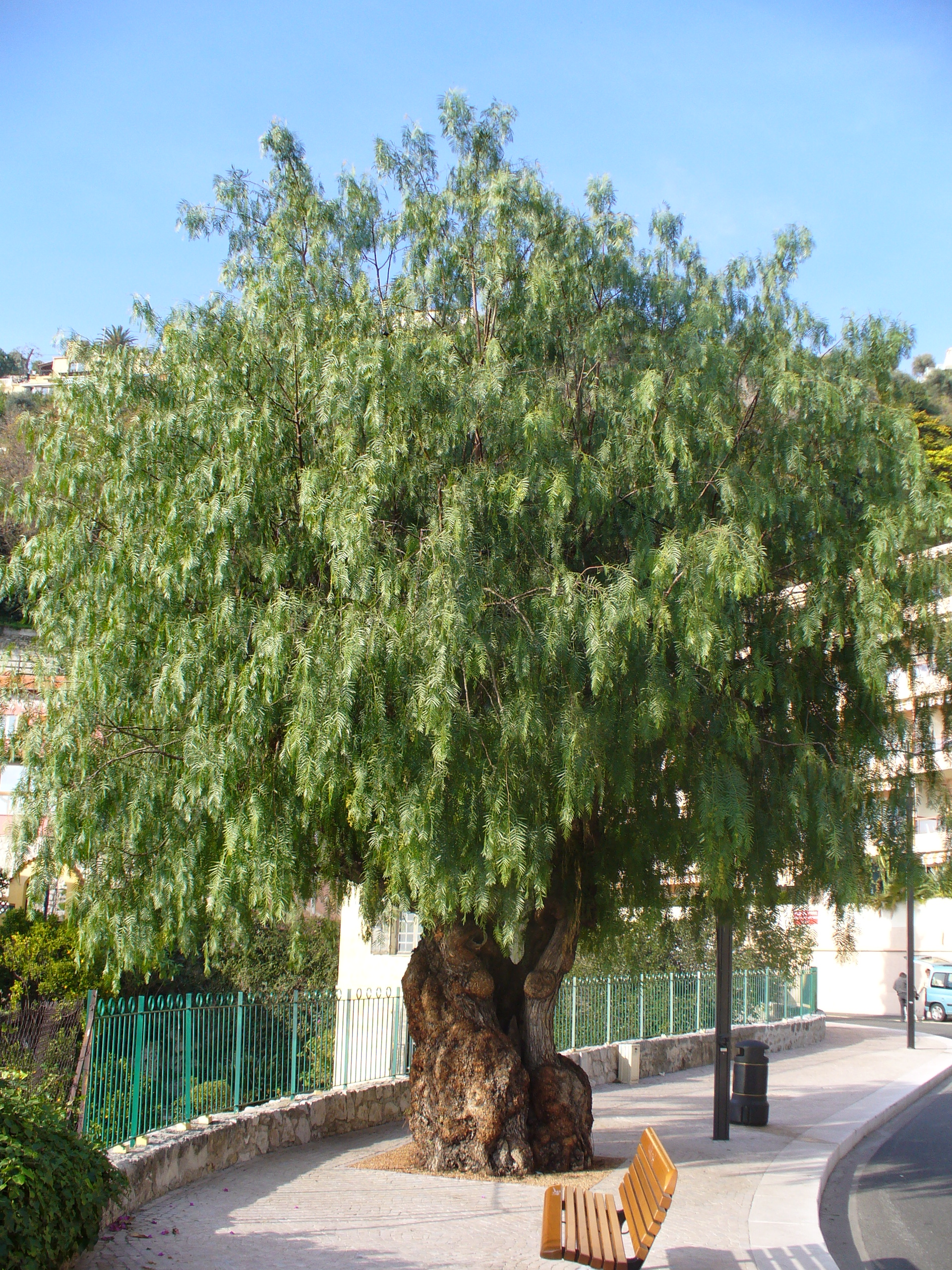
Schinus molle, boulevard du Garavan.

## Plaza de los Estados Unidos
Emplazada en el centro de la ciudad, se mantiene poco visible desde el bulevar. Es un jardín de recreación destinado al paseo y al reposo. Los nombres de las especies vegetales están grabados y el follaje dibujado sobre el suelo.

## Plateau Saint-Michel
Sus 120.000m² arbolados de olivos, de pinos, de mimosas y de brezos son un verdadero belvedere vegetal sobre el País Mentonasco.